# UFC Fight Night: Mir vs. Duffee
 UFC Fight Night: Mir vs. Dufee foi um evento de artes marciais mistas promovido pelo Ultimate Fighting Championship, ocorrido em 15 de julho de 2015 no Valley View Casino Center em San Diego, California.

## Background
O evento principal do evento será a luta entre os pesos-pesados Frank Mir e Todd Duffee.
Bobby Green é esperado para enfrentar Al Iaquinta no evento, no entanto, uma lesão tirou Green do evento e ele foi substituído por Gilbert Melendez.
Edgar Garcia era esperado para enfrentar Andrew Craig no evento, no entanto, uma lesão tirou García do evento e ele foi substituído pelo estreante na organização e ex-campeão do Bellator, Lyman Good.
Doo Ho Choi era esperado para enfrentar Sam Sicilia no evento. Porém, Choi saiu do evento no final de Junho por motivos desconhecidos e foi substituído por Yaotzin Meza.

## Bônus da Noite
- Luta da Noite:  Alan Jabouin vs.  Matt Dwyer
- Performance da Noite:  Frank Mir e  Tony Ferguson